# 아퀼로니아
아퀼로니아(이탈리아어: Aquilonia)는 이탈리아 캄파니아주 아벨리노도의 코무네다.

## 자매 도시
- 이탈리아 Cambiano
- 이탈리아 Caramagna Piemonte